# Nanobagrus immaculatus
Nanobagrus immaculatus es una especie de peces de la familia Bagridae en el orden de los Siluriformes.

## Morfología
Los machos pueden llegar alcanzar los 2,9 cm de longitud total.
- Número de  vértebras: 34-35.[1]

## Hábitat
Es un pez de agua dulce y de clima tropical.

## Distribución geográfica
Se encuentran en Asia:  cuenca del río Kahayan (sur de Borneo, Indonesia ).